# Alicia Markova
Dame Alicia Markova DBE (1 de dezembro de 1910 – 2 de dezembro de 2004) foi um bailarina e coreógrafa inglesa, diretora e professora de balé clássico. Mais conhecido por sua carreira com Sergei Diaghilev no Ballets Russes e em turnês internacionais, ela é amplamente considerada uma das maiores bailarinas de balé clássico do século XX. Ela foi a primeira dançarina britânica a se tornar a principal bailarina de uma companhia de ballet e, com Dame Margot Fonteyn, é uma das duas únicas dançarinos inglesas reconhecidaa como prima ballerina assoluta. Markova foi uma das primeiras bailarinas da Rambert Dance Company, do Royal Ballet e do American Ballet Theatre, e foi co-fundadora e diretora do English National Ballet.